# Les Lettres françaises
Les Lettres françaises est une publication littéraire créée en France, en septembre 1942 pendant l'Occupation, par Jacques Decour et Jean Paulhan.
C'est l'une des nombreuses publications du mouvement de résistance Front national : il s'agissait alors d'une publication clandestine bénéficiant entre autres des collaborations de Louis Aragon, François Mauriac, Claude Morgan, Édith Thomas, Georges Limbour, Raymond Queneau et Jean Lescure.
Après la Libération, de 1953 à 1972, Les Lettres françaises, dirigées par Louis Aragon, bénéficient du soutien financier du Parti communiste français (PCF).

## Repères historiques

### L'Épuration
À partir du no 6, Les Lettres françaises apparaissent comme le véritable organe du Comité national des écrivains (CNE),. 
Dès août 1944, un double processus d'épuration, théorisé avant (et valable à partir de) la Libération consiste en la création d'une « liste noire » destinée à aider le « Comité d'épuration des gens de lettres » institué par le Gouvernement provisoire et auquel participe, entre autres, le CNE mais aussi la Société des gens de lettres. Elle jette le discrédit sur des auteurs « indésirables » : ces listes sont entre autres publiées dans Les Lettres françaises.
Excédé, Jean Paulhan part de lui-même en 1947, lui qui opposait déjà aux listes noires un « droit à l'aberration » et qui en viendra à condamner certains excès de l'épuration dans son essai De la paille et du grain (avril 1948) ; Aragon, par la suite, fait supprimer son nom comme cofondateur dans l'en-tête des Lettres françaises.

### La rivalité avecAction
Après la guerre, Les Lettres françaises subit la forte concurrence d'un hebdomadaire au rayonnement littéraire et politique important, le journal Action, dont le rédacteur en chef, Pierre Hervé, entre en conflit avec Louis Aragon. Leur conflit pousse le PCF à désigner un nouveau directeur d'Action en 1949, ce qui contribue au déclin de ce journal, qui disparaît en 1952.

### L'affaire Lyssenko
À la suite de l'institutionnalisation du lyssenkisme par Staline (lors de la session de l'Académie Lénine des sciences agricoles de l'URSS, du 28 juillet au 7 août 1948), Les Lettres françaises publie un article de Jean Champenois (26 août) pour fêter la victoire du lyssenkisme. Le 30 septembre, Aragon y défend la même position, et s'inquiète de la mollesse et des ambigüités dont font preuve certains intellectuels communistes dans la dénonciation de la génétique mendélienne, puis coordonne en octobre un double numéro de la revue Europe entièrement consacré à l'affaire Lyssenko.
Pour tenter de répondre aux interviews de trois biologistes français publiés dans Combat (Jean Rostand et Jacques Monod, franchement hostiles au lyssenkisme, et Marcel Prenant, qui tente de trouver un compromis), Les Lettres françaises publie encore deux articles consacrés à la célébration de la nouvelle science soviétique (en novembre et décembre) par deux biologistes notoirement incompétents en génétique, Gaston Baissette et Jeanne Lévy), tandis que Claude Grégory consacre un article le 9 décembre aux prises de position de « Trois savants français » (Jeanne Lévy, Victor Nigon, Paul Dommergues) lors du Comité national des écrivains.

### L'affaire Kravtchenko
En 1949 aussi, une polémique puis un procès retentissant opposent le journal au dissident soviétique Victor Kravtchenko. Après la parution de son livre J'ai choisi la liberté, parlant des camps de prisonniers en URSS et de leur exploitation, Les Lettres françaises l'accuse de désinformation et d'être un agent des États-Unis à partir de faux documents écrits par le journaliste André Ulmann qui travaille pour les services de renseignement soviétiques. La vérité sur l'origine de ces documents ne sera connue qu'à la fin des années 1970. La décrédibilisation de la personne de Kravtchenko dans la revue a pour but de minorer la portée de son témoignage.
Kravtchenko porte plainte contre Les Lettres françaises pour diffamation, et nommément contre Claude Morgan, directeur, et André Wurmser, rédacteur. Le journal est défendu par l'avocat Joë Nordmann.
Le procès, surnommé le « procès du siècle », a lieu en 1949 et regroupe une centaine de témoins. L'Union soviétique présente les anciens collègues de Kravtchenko et son ancienne femme pour le dénoncer. Les défenseurs de Kravtchenko amènent à la barre des survivants de camps de prisonniers ; parmi eux Margarete Buber-Neumann, la veuve du leader communiste allemand Heinz Neumann (en lien avec les protocoles secrets du pacte germano-soviétique, alors qu'elle purgeait une peine de camp depuis deux ans, elle avait été remise par les autorités soviétiques à la Gestapo qui l'avait internée au camp de concentration de Ravensbrück).
Le procès est remporté par Kravtchenko en avril 1949 qui reçoit une somme symbolique en réparation de cette diffamation.
Après la sortie en 1947 du livre de Victor Kravtchenko, David Rousset, résistant et ancien déporté crée en octobre 1950 la Commission internationale contre le régime concentrationnaire (CICRC), qui entreprend des enquêtes sur les situations espagnole, grecque, yougoslave et soviétique. Pour la première fois en France, il utilise le terme de Goulag pour désigner le système concentrationnaire soviétique. Ceci lui vaut d'être traité de « trotskiste falsificateur » par Les Lettres françaises, à qui il intente un procès en diffamation, qu'il gagne.

### Affaire du portrait de Staline
En 1953, la revue se trouve au centre de l'affaire du portrait de Staline : à la mort de celui-ci, elle publie en couverture un portrait réalisé par Picasso. L'œuvre est décriée par le monde communiste, ce qui amène la revue à faire son autocritique — c'est un tournant dans les liens entre monde artistique et communisme.

### Arrêts et reparutions
Dans les années 1960, Les Lettres françaises contribue au débat littéraire et artistique, notamment par les chroniques que Michel Mardore et Georges Sadoul y consacrent au cinéma.
À cause de la prise de position du journal contre l'invasion de la Tchécoslovaquie en août 1968, l'URSS cesse de souscrire ses nombreux abonnements au profit de ses universités, écoles et bibliothèques. Cette décision est fatale à la revue : sa parution cesse en 1972, le soutien du PCF ne pouvant compenser cette perte des ventes dans les pays de l'Est de l'Europe.
Entre 1990 et 1993, la revue est à nouveau publiée de manière mensuelle.
Après une nouvelle interruption, elle paraît sous la forme d'encart mensuel dans L'Humanité à partir de mars 2004. À partir du mois d'avril 2011, Les Lettres françaises paraît chaque premier jeudi du mois. Le 15 mai 2014, la revue cesse de paraître sous sa forme papier et n'est plus publiée que sur Internet.
Le 13 décembre 2017, à l'occasion des 75 ans du journal, Jean Ristat annonce sa reparution en version papier pour le début de l'année 2018 avec une périodicité mensuelle.
Après le décès de Jean Ristat, le 2 décembre 2023, le poète Franck Delorieux devient le nouveau directeur de la publication de la revue.

## Directeurs
- 1942-1953 : Claude Morgan
- 1953-1972 : Louis Aragon
- 1993-2023 : Jean Ristat
- À partir de 2023 : Franck Delorieux

## Chroniques
Actuellement composé de seize pages mensuelles, Les Lettres françaises se compose :
- d'une « une » illustrée par une œuvre d'art contemporaine ;
- d'un dossier ;
- des pages « Arts », Lettres, « Musique », « Patrimoine », « Savoir » et « Théâtre » ;
- d'inédits d'écrivains ou de poètes.

## Collection « Les Lettres françaises »
« Les Lettres françaises » est aussi le nom d'une collection littéraire publiée à l'origine par les éditions du Mercure de France. La collection est publiée, entre 2010 et 2021, par les éditions Le Temps des cerises puis par les éditions Manifeste !. La collection comporte actuellement les ouvrages suivants :
- Ils, de Franck Delorieux (2010)
- Le Musée Grévin, de Louis Aragon (2011)
- Une saison en enfer, d'Arthur Rimbaud (2011), avec une préface inédite d'Aragon
- Larrons de François Esperet[13] (2013)
- Paradis argousins, de Victor Blanc[14] (2013)
- Vers et proses, de Vladimir Maïakovski (2014), traduit par Elsa Triolet
- Gagneuses, de François Esperet (2014)
- Le Corps écrit, de Franck Delorieux[15] (2016)
- Filigrane, de Victor Blanc (2019)[16], avec une œuvre de Bernard Moninot en couverture
- De la main gauche[12], de Serge Fauchereau (2021), avec des œuvres d'Hervé Télémaque et de José Abad
- Proz’ & Po ̈m[17] (2022), de Julien Blaine